# САУ Дриженко
САУ Дриженко (в документах официально именовалась «Самодвижущаяся броневая башня для 8-дюймовой гаубицы») — проект тяжёлой САУ, разработанный в 1916 году подпоручиком Русской Императорской армии Дриженко. Проект включал ряд весьма прогрессивных конструктивных решений, однако не вызвал интереса со стороны ГВТУ Русской Императорской армии, усомнившегося в боевой ценности данной машины.